# Aldeanueva de la Sierra
Aldeanueva de la Sierra – gmina w Hiszpanii, w prowincji Salamanka, w Kastylii i León, o powierzchni 14,51 km². W 2011 roku gmina liczyła 130 mieszkańców.